# Adam Smelczyński
Adam Smelczyński (Częstochowa, 14 settembre 1930 – 14 giugno 2021) è stato un tiratore a volo polacco.
In carriera partecipò a sei edizioni consecutive dei Giochi olimpici tra Melbourne 1956 e Montréal 1976, il terzo tiratore a riuscirci dopo il belga Frans Lafortune e lo statunitense Bill McMillan.
Smelczyński cominciò a praticare il tiro a volo ad otto anni, ma cominciò ad allenarsi seriamente solo dopo la seconda guerra mondiale sotto la guida di Bolesław Gościewicz.
Vinse la sua prima medaglia olimpica a Melbourne 1956 nella fossa olimpica, superato solo dall'italiano Galliano Rossini.
Nelle altre cinque partecipazioni, sempre nella fossa olimpica, i suoi migliori risultati furono i sesti posti di Monaco di Baviera 1972 e Montreal 1976 ed il settimo di Roma 1960.
Nel 1967 ai Mondiali di Bologna vinse il bronzo, mentre a livello europeo si aggiudicò l'oro nel 1972 e nel 1976 ed il bronzo nel 1974 e 1975, oltre a due argenti a squadre nel 1964 e nel 1972 ed il bronzo nel 1955.
Tra il 1956 ed il 1976 vinse dodici titoli nazionali.

## Palmarès
- Giochi olimpici

Melbourne 1956: bronzo nella fossa olimpica.
- Campionati mondiali di tiro

Bologna 1967: bronzo nella fossa olimpica individuale.
- Campionati europei di tiro

Bucarest 1955: bronzo nella fossa olimpica a squadre.
Bologna 1964: argento nella fossa olimpica a squadre.
Madrid 1972: oro nella fossa olimpica individuale, argento nella fossa olimpica a squadre.
Antibes 1974: bronzo nella fossa olimpica individuale.
Vienna 1975: bronzo nella fossa olimpica individuale.
Brno 1976: oro nella fossa olimpica individuale.